# 把持

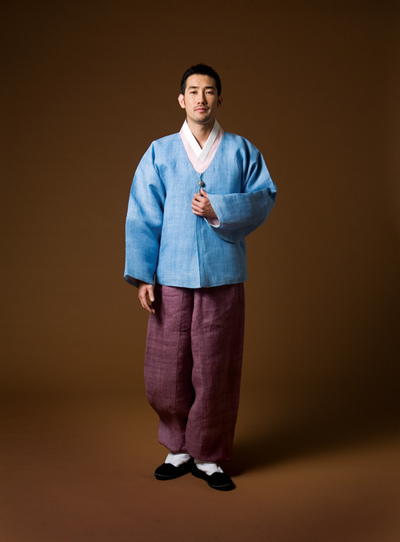

把持（바지）是指傳統韓服中的褲子，特點是寬鬆，穿著時綁在腰上。結構和漢服褲相近。
在朝鮮王朝，只有常民、白丁、賤民男人以及兒童平日才會將把持外穿，成年男人在正式場合一般只會穿於袍服內，而兩班、中人若單穿把持在外會被視為失禮，而女性則只會穿著在裙子以內。 
把持可分為合襠和開襠兩種，開襠褲是幼兒所穿。